# Surtees TS9
Surtees TS9 – samochód Formuły 1, zaprojektowany przez Johna Surteesa i Petera Connew. Uczestniczył w Mistrzostwach Świata Formuły 1 w latach 1971–1973, a jego najlepszym rezultatem było drugie miejsce Mike'a Hailwooda w Grand Prix Włoch 1972.

## Historia
Model opierał się na modelu TS7, ale w porównaniu do niego był szerszy i miał większy rozstaw osi, dzięki czemu lepiej się prowadził. Samochód był napędzany przez jednostki Cosworth DFV o mocy około 450 KM, sprzężone z pięciobiegową przekładnią Hewland FG400. Pojazd do 100 km/h przyspieszał w 3,15 sekundy.
Samochód zadebiutował w 1971 roku podczas nieoficjalnego wyścigu Race of Champions, w którym John Surtees zajął trzecie miejsce. W sierpniu natomiast ten sam kierowca wygrał wyścig International Gold Cup. W Mistrzostwach Świata TS9 zaliczył debiut podczas Grand Prix RPA. Podstawowymi kierowcami byli John Surtees i Rolf Stommelen, ale najlepszy wynik sezonu był udziałem Mike'a Hailwooda, który zajął czwartą pozycję w Grand Prix Włoch.
Zbudowano cztery egzemplarze wersji TS9, z czego jeden został sprzedany Teamowi Gunston, a inny przerobiony w typ TS9B. Ponadto skonstruowano dwa nowe egzemplarze TS9B. Ta wersja miała zmodyfikowany nos ze zintegrowanymi otworami chłodzenia. Podstawowy skład kierowców stanowili Mike Hailwood, Tim Schenken i Andrea de Adamich. Ogółem w 1972 model TS9B zdobył 18 punktów, w tym drugie miejsce Hailwooda w Grand Prix Włoch. Dzięki tym wynikom Surtees zajął najlepsze miejsce w klasyfikacji konstruktorów w swojej historii – piąte.
W sezonie 1973 TS9B uczestniczył w dwóch wyścigach. Jego następcą był TS14.

## Wyniki
| Legenda oznaczeń w tabelach wyników Wyświetl szablon na nowej stronie | Legenda oznaczeń w tabelach wyników Wyświetl szablon na nowej stronie                                                                     |
| Oznaczenie                                                            | Wyjaśnienie |
| --------------------------------------------------------------------- | --- |
| Złoty                                                                 | Zwycięzca lub mistrzostwo |
| Srebrny                                                               | 2. miejsce lub wicemistrzostwo |
| Brązowy                                                               | 3. miejsce lub II wicemistrzostwo |
| Zielony                                                               | Ukończył, punktował (w klasyfikacji generalnej, gdy zdobył co najmniej jeden punkt na przestrzeni sezonu, poza trzema powyższymi opcjami) |
| Niebieski                                                             | Ukończył, nie punktował (w klasyfikacji generalnej, gdy nie zdobył co najmniej jednego punktu na przestrzeni sezonu)                      |
| Czerwony                                                              | Nie zakwalifikował się (NZ) |
| Czerwony                                                              | Nie prekwalifikował się (NPK) |
| Różowy                                                                | Nie ukończył (NU) |
| Różowy                                                                | Niesklasyfikowany (NS) (w klasyfikacji generalnej, gdy nie został sklasyfikowany w żadnym wyścigu sezonu)                                 |
| Czarny                                                                | Zdyskwalifikowany (DK) |
| Czarny                                                                | Wykluczony (WYK/EX) |
| Biały                                                                 | Nie wystartował (NW) |
| Biały                                                                 | Kontuzjowany (K/INJ) |
| Biały                                                                 | Wyścig odwołany (OD/C) |
| Bez koloru                                                            | Został wycofany (WYC/WD) |
| Bez koloru                                                            | Nie przybył (NP/DNA) |
| Bez koloru                                                            | Nie brał udziału w treningach (NT/DNP) |
| Bez koloru                                                            | Nie został zgłoszony (–) |
| Pogrubienie                                                           | Start z pole position |
| Kursywa                                                               | Najszybsze okrążenie wyścigu |
| †                                                                     | Nie ukończył, ale jego rezultat został zaliczony ze względu na przejechanie więcej niż 90% dystansu wyścigu.                              |
| *                                                                     | Sezon w trakcie |
| 1/2/3                                                                 | Punktowana pozycja w sprincie kwalifikacyjnym                                                                                             |
| Lista systemów punktacji Formuły 1                                    | |

### Mistrzostwa Świata Formuły 1
| Sezon | Zespół                            | Silnik | Kierowcy          | Wyniki w poszczególnych eliminacjach | Wyniki w poszczególnych eliminacjach | Wyniki w poszczególnych eliminacjach | Wyniki w poszczególnych eliminacjach | Wyniki w poszczególnych eliminacjach | Wyniki w poszczególnych eliminacjach | Wyniki w poszczególnych eliminacjach | Wyniki w poszczególnych eliminacjach | Wyniki w poszczególnych eliminacjach | Wyniki w poszczególnych eliminacjach | Wyniki w poszczególnych eliminacjach | Wyniki w poszczególnych eliminacjach | Wyniki w poszczególnych eliminacjach | Wyniki w poszczególnych eliminacjach | Wyniki w poszczególnych eliminacjach | Wyniki kierowców | Wyniki kierowców | Wyniki konstruktora | Wyniki konstruktora |
| 1971  |                                   |        |                   |                                      |                                      | Monako                               | Holandia                             | Francja                              | Wielka Brytania                      |                                      | Austria                              | Włochy                               | Kanada                               | Stany Zjednoczone                    |                                      |                                      |                                      |                                      | Pkt.             | Msc.             | Pkt.                | Msc.                |
| ----- | --------------------------------- | ------ | ----------------- | ------------------------------------ | ------------------------------------ | ------------------------------------ | ------------------------------------ | ------------------------------------ | ------------------------------------ | ------------------------------------ | ------------------------------------ | ------------------------------------ | ------------------------------------ | ------------------------------------ | ------------------------------------ | ------------------------------------ | ------------------------------------ | ------------------------------------ | ---------------- | ---------------- | ------------------- | ------------------- |
| 1971  | Brooke Bond Oxo Team Surtees      | Ford   | John Surtees      | NU                                   | 11                                   | 7                                    | 5                                    | 8                                    | 6                                    | 7                                    | NU                                   | NU                                   | 11                                   | 7                                    |                                      |                                      |                                      |                                      | 3                | 19               | 8                   | 8                   |
| 1971  | Auto Motor Und Sport Team Surtees | Ford   | Rolf Stommelen    | -                                    | NU                                   | 6                                    | DK                                   | 11                                   | 5                                    | 10                                   | 7                                    | NW                                   | NU                                   | -                                    |                                      |                                      |                                      |                                      | 3                | 20               | 8                   | 8                   |
| 1971  | Team Surtees                      | Ford   | Derek Bell        | -                                    | -                                    | -                                    | -                                    | -                                    | NU                                   | -                                    | -                                    | -                                    | -                                    | -                                    |                                      |                                      |                                      |                                      | 0                | NS               | 8                   | 8                   |
| 1971  | Team Surtees                      | Ford   | Mike Hailwood     | -                                    | -                                    | -                                    | -                                    | -                                    | -                                    | -                                    | -                                    | 4                                    | -                                    | 15                                   |                                      |                                      |                                      |                                      | 3                | 18               | 8                   | 8                   |
| 1971  | Team Surtees                      | Ford   | Gijs van Lennep   | -                                    | -                                    | -                                    | -                                    | -                                    | -                                    | -                                    | -                                    | -                                    | -                                    | NW                                   |                                      |                                      |                                      |                                      | 0                | 25               | 8                   | 8                   |
| 1971  | Team Surtees                      | Ford   | Sam Posey         | -                                    | -                                    | -                                    | -                                    | -                                    | -                                    | -                                    | -                                    | -                                    | -                                    | NU                                   |                                      |                                      |                                      |                                      | 0                | NS               | 8                   | 8                   |
| 1972  |                                   |        |                   | Argentyna                            |                                      |                                      | Monako                               | Belgia                               | Francja                              | Wielka Brytania                      |                                      | Austria                              | Włochy                               | Kanada                               | Stany Zjednoczone                    |                                      |                                      |                                      | Pkt.             | Msc.             | Pkt.                | Msc.                |
| 1972  | Team Surtees                      | Ford   | Tim Schenken      | 5                                    | NU                                   | 8                                    | NU                                   | NU                                   | 17                                   | NU                                   | 14                                   | 11                                   | NU                                   | 7                                    | NU                                   |                                      |                                      |                                      | 2                | 19               | 18                  | 5                   |
| 1972  | Ceramica Pagnossin Team Surtees   | Ford   | Andrea de Adamich | NU                                   | NS                                   | 4                                    | 7                                    | NU                                   | 14                                   | NU                                   | 13                                   | 14                                   | NU                                   | NU                                   | NU                                   |                                      |                                      |                                      | 3                | 17               | 18                  | 5                   |
| 1972  | Brooke Bond Oxo Team Surtees      | Ford   | Mike Hailwood     | -                                    | NU                                   | NU                                   | NU                                   | 4                                    | 6                                    | NU                                   | NU                                   | 4                                    | 2                                    | -                                    | 17                                   |                                      |                                      |                                      | 13               | 8                | 18                  | 5                   |
| 1972  | Team Gunston                      | Ford   | John Love         | -                                    | 16                                   | -                                    | -                                    | -                                    | -                                    | -                                    | -                                    | -                                    | -                                    | -                                    | -                                    |                                      |                                      |                                      | 0                | 35               | 18                  | 5                   |
| 1972  | Champcar Inc.                     | Ford   | Sam Posey         | -                                    | -                                    | -                                    | -                                    | -                                    | -                                    | -                                    | -                                    | -                                    | -                                    | -                                    | 12                                   |                                      |                                      |                                      | 0                | 32               | 18                  | 5                   |
| 1973  |                                   |        |                   | Argentyna                            | Brazylia                             |                                      |                                      | Belgia                               | Monako                               | Szwecja                              | Francja                              | Wielka Brytania                      | Holandia                             |                                      | Austria                              | Włochy                               | Kanada                               | Stany Zjednoczone                    | Pkt.             | Msc.             | Pkt.                | Msc.                |
| 1973  | Team Surtees                      | Ford   | Luiz Bueno        | -                                    | 12                                   | -                                    | -                                    | -                                    | -                                    | -                                    | -                                    | -                                    | -                                    | -                                    | -                                    | -                                    | -                                    | -                                    | 0                | 32               | 0 (7)               | 7                   |
| 1973  | Ceramica Pagnossin Team Surtees   | Ford   | Andrea de Adamich | -                                    | -                                    | 8                                    | -                                    | -                                    | -                                    | -                                    | -                                    | -                                    | -                                    | -                                    | -                                    | -                                    | -                                    | -                                    | 0 (3)            | 15               | 0 (7)               | 7                   |